# A. N. Krishna Rao
Dr. A. N. Krishna Rao (em canarês:ಅ.ನ.ಕೃಷ್ಣರಾಯ) popularmente conhecido por Anakru (Arakalagudu, Karnataka, 1908 – 1971) foi um escritor indiano. Recebeu o título afetivo de Imperador dos romances (Kadambari Sarvabhouma, em canarês, e Emperor of Novels, em inglês).

## Vida
Anakru nasceu em Arakalagudu, no distrito de Hassan, no estado de Karnataka, Índia. Foi filho de Narasingaraya e Annapurnamma, pai e mãe, respectivamente.

## Literatura
A sua produção literária excedeu 80 mil páginas. Na época em que Anakru ingressou no mundo literário, o leitorado canarês era inexistente e, portanto, não havia venda de livros neste idioma autóctone indiano. Anakru liberou o leitor em potencial canarês dessa 'abstinência' literária. Seu primeiro romance foi Jeevana Yatre. Mais tarde ele também escreveu Udayaraaga, Sandhyaaraagaa, Mangalasutra, Natasarvabhouma, Sahithyarathna, Thayiya Karulu, Grihalakshmi, Thayi Makkalu, Aasheervada e Anugraha.
O objetivo de Anakru era tocar as sensibilidades da pessoa comum. Em primeiro lugar, seu desafio foi incutir o hábito da leitura em canarês em seus concidadãos—algo que ele conseguiu realizar muito bem. Entre seus leitores devotos estavam trabalhadores de fábrica, da indústria hoteleira, motoristas e puxadores de rickshaw, reunindo milhões de membros das classes sociais mais humildes. 

### Pioneirismo
A seguir veio a reforma social quando ele escreveu Nagna Sathya, Shani Santaana e Sanje Gaththalu, trazendo luz aos assuntos ligados à prostituição. A reação dos tradicionalistas e dos proponentes do compromisso com religião foi de abalo; e logo ele foi acusado de ser um 'escritor vulgar' por ter escrito sobre esta temática. Anakru teria respondido que se dizer a verdade é vulgaridade, então ele era um escritor vulgar; que se o ato de encobrir com pano uma mulher nua, oprimida, indefesa, que se encontra na rua era ser vulgar, então ele era um homem vulgar (suas palavras em inglês: If telling the truth is vulgar, then I am a vulgar writer; if the act of covering with a cloth, a downtrodden, helpless, naked woman on the street is vulgar, then I am a vulgar writer). Ironicamente, as mesmas pessoas que criticaram Anakru dessa forma mais tarde também viriam a escrever sobre o controverso assunto da prostituição.

## Contribuição ao idioma canarês
Anakru contribuiu grandemente para o crescimento da cultura caranesa. Ele inspirou uma geração inteira de 'canarigas' (no masculino) e 'canaritas' (no feminino), e foi o primeiro que instilou o hábito de leitura em canará e o valor de sua cultura. Ele também dedicou-se à integração do estado de Karnataka. 